# Vorojba

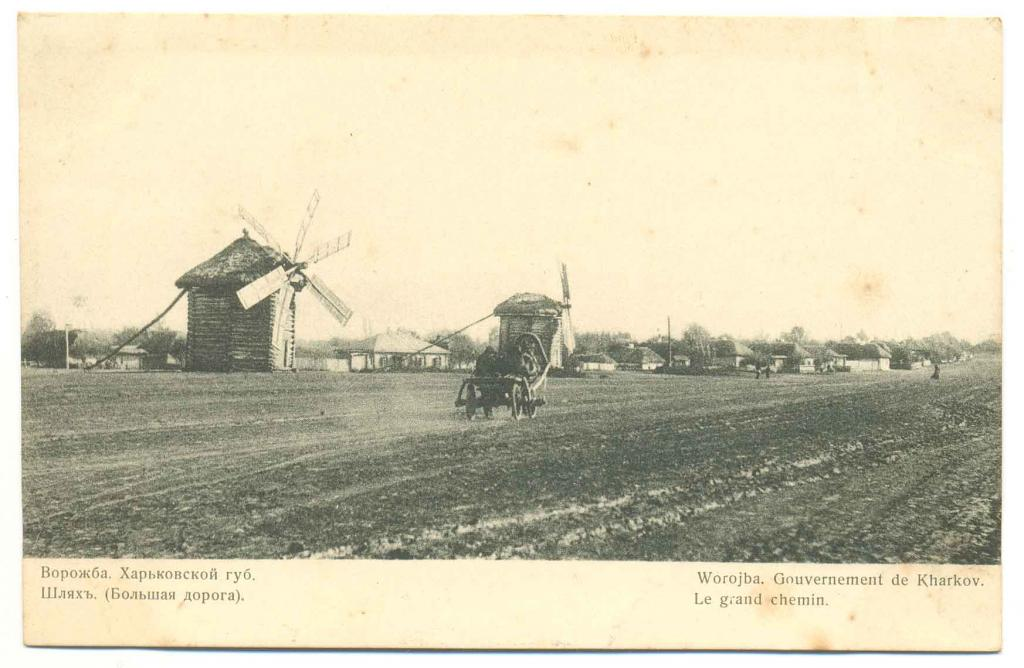
Vorojba. Gouvernement de Kharkov. Le grand chemin. (carte postale ancienne)

Vorojba (en ukrainien et en russe : Ворожба) est une ville de l'oblast de Soumy, en Ukraine. Sa population s'élevait à 6 674 habitants en 2022.

## Géographie
Vorojba est située sur la rive gauche de la Vir, un affluent de la Seïm, à 2 km au nord-ouest de Bilopillia, centre administratif du raïon de Bilopillia dont Vorojba fait partie, à 9 km de la frontière russe et à 48 km au nord-ouest de Soumy.

## Histoire
Vorojba a le statut de ville depuis 1959.

## Population
Recensements (*) ou estimations de la population :
| 1923* | 1926* | 1939* | 1959*  | 1970*  | 1979* | 1989* |
| ----- | ----- | ----- | ------ | ------ | ----- | ----- |
| 1 067 | 1 409 | 7 871 | 10 826 | 10 712 | 9 388 | 9 811 |

| 2001* | 2011  | 2012  | 2013  | 2014  | 2015  | 2016  |
| ----- | ----- | ----- | ----- | ----- | ----- | ----- |
| 8 384 | 7 582 | 7 515 | 7 444 | 7 363 | 7 262 | 7 198 |

| 2017  | 2018  | 2019  | 2020  | 2021  | 2022  | - |
| ----- | ----- | ----- | ----- | ----- | ----- | - |
| 7 138 | 7 052 | 6 972 | 6 910 | 6 809 | 6 674 | - |

## Transports
Vorojba est un important carrefour ferroviaire, à 54 km de Soumy et à 296 km de Kiev par le chemin de fer, qui possède sa gare.